# Ignaz Brantner
Ignaz Brantner (* 22. Oktober 1886 in Villach; † 24. Dezember 1960 in Wien) war ein österreichischer Schauspieler, Autor, Operetten-Librettist und Theaterdirektor (u. a. Volksoper Wien, Lehartheater Bad Ischl 1934–1941 und Landestheater Linz 1932–1953).

## Leben
Ignaz Brantner wurde am 22. Oktober 1886 in Villach (Kärnten) geboren. Ab 1904 war er Schauspieler bei einer bayerischen Wandertruppe und ab 1913 am Hoftheater in München (heute Nationaltheater München). 1923 wurde er Operspielleiter am Theater Regensburg, dessen Direktor er von 1924 bis 1928 war. Danach folgten Intendanzen in der Schweiz und in der Volksoper Wien. 1932 wurde Branter mit der Leitung des Landestheater Linz betraut. Er verstand es auch, sich nach dem „Anschluss“ im Jahr 1938 mit den nationalsozialistischen Machthabern zu arrangieren. „Seine Schuld scheint gering, verglichen mit der zahlloser anderer TäterInnen. Dennoch ist sein gewandtes Schlüpfen in die Rolle des nationalsozialistischen Theaterdirektors, sein flüssiger Umgang mit den bürokratischen und heroischen Floskeln der neuen Machthaber, seine immer wieder heiter-gelassen wirkende Bereitschaft, sich in das System einzugliedern, faszinierend und abstoßend zugleich.“ Trotz der schwierigen wirtschaftlichen Bedingungen, insbesondere nach Ausbruch des Zweiten Weltkriegs, konnte Brantner das Linzer Landestheater sowohl künstlerisch als auch finanziell erfolgreich führen. Er brachte neben Opern Richard Wagners u. a. Werke der damals gefragtesten Operettenkomponisten nach Linz, wie etwa Paul Lincke, Richard Tauber, Fred Raymond und Ludwig Schmidseder und positionierte so das bisher eher provinziell ausgerichtete Theater neu. Mit Schmidseder zusammen schrieb Brantner auch selbst sehr erfolgreich Operetten (siehe Liste unten). Brantner gelang es auch, bis zur allgemeinen Theatersperre im Sommer 1944 trotz kriegsbedingter Not, für das Theater die notwendigen finanziellen Mittel aufzutreiben. Er hatte von 1934 bis 1941 mit Unterbrechung zusätzlich die Leitung des Bad Ischler Lehartheaters inne.
Brantners Vertrag als Theaterdirektor in Linz lief noch bis 1948, jedoch wurde er von der amerikanischen Besatzungsmacht 1945 entlassen. Nach seiner Entlassung gründete er die Linzer Volksbühne als privates Theater. Nachdem der Erfolg des Landestheaters nach Brantners Abgang zurückgegangen war, wurde er 1948 wiederum als Intendant bestellt und leitete das Landestheater bis 1953. Brantner war auch Vizepräsident des Verbandes österreichischer Theaterdirektoren.
Brantner gilt als Entdecker des Schauspielers Romuald Pekny.
Nach dem Ende seiner zweiten Direktionszeit in Linz übersiedelte er nach Wien, wo er am Heiligen Abend 1960 starb. In Linz wurde der Brantnerweg nach ihm benannt.

## Libretti
- Die ungetreue Adelheid, Musik: Franz Werther (Pseudonym für Franz Wickenhauser)
- Die Herrin von Mitrova, Musik: Franz Werther
- Linzer Torte, Musik: Ludwig Schmidseder
- G’schichten aus dem Salzkammergut, Musik: August Pepöck
- Mädel aus der Wachau, Musik: Ludwig Schmidseder